# 32e cérémonie des César

La 32e cérémonie des César du cinéma, récompensant les films sortis en 2006, s'est déroulée le 24 février 2007 au théâtre du Châtelet.
Elle fut présidée par Claude Brasseur et présentée par Valérie Lemercier. Cette cérémonie était dédiée à la mémoire de Philippe Noiret.

## Présentateurs et intervenants
Par ordre d'apparition
- Claude Brasseur, président de la cérémonie
- Valérie Lemercier, présentatrice de la cérémonie

| - Lou Doillon, remise du César du meilleur espoir masculin - Zoé Félix, remise du César du meilleur court-métrage - Dany Boon, remise du César du meilleur premier film - Rossy de Palma, remise du César de la meilleure musique - Géraldine Pailhas et Gilles Lellouche, remise du César de la meilleure adaptation - Juliette Binoche, remise du premier César d'honneur à Jude Law - Vincent Lindon, remise du César du meilleur espoir féminin - Catherine Jacob, remise du César du meilleur décor - Catherine Jacob, remise du César du meilleur son - Bérénice Bejo, remise du César des meilleurs costumes - Marie-France Pisier, remise du César du meilleur acteur dans un second rôle | - Hilary Swank, remise du César du meilleur film étranger - Yann Arthus-Bertrand, remise du César du meilleur film documentaire - Gérard Darmon, remise du César de la meilleure actrice dans un second rôle - Linh Dan Pham et Hippolyte Girardot, remise du César du meilleur scénario original - Marina Foïs, remise du César de la meilleure photographie - Marina Foïs, remise du César du meilleur montage - Jeanne Moreau, remise du César du meilleur réalisateur - Claude Brasseur, remise du second César d'honneur à Marlène Jobert - Sabine Azéma, remise du César du meilleur acteur - Pedro Almodóvar, remise du César de la meilleure actrice - Nathalie Baye, remise du César du meilleur film |

## Palmarès et nominations
Les nominations ont été annoncées le 26 janvier 2007.

Les gagnants sont indiqués ci-dessous en premier de chaque catégorie et en caractères gras.

### Meilleur film français
- Lady Chatterley — réalisé par Pascale Ferran — produit par Gilles Sandoz
- Indigènes — réalisé par Rachid Bouchareb — produit par Jean Bréhat
- Je vais bien, ne t'en fais pas — réalisé par Philippe Lioret — produit par Christophe Rossignon
- Ne le dis à personne — réalisé par Guillaume Canet — produit par Alain Attal
- Quand j'étais chanteur — réalisé par Xavier Giannoli — produit par Édouard Weil et Pierre-Ange Le Pogam

### Meilleur réalisateur
- Guillaume Canet pour Ne le dis à personne
- Pascale Ferran pour Lady Chatterley
- Alain Resnais pour Cœurs
- Philippe Lioret pour Je vais bien, ne t'en fais pas
- Rachid Bouchareb pour Indigènes

### Meilleur acteur
- François Cluzet dans Ne le dis à personne
- Michel Blanc dans Je vous trouve très beau
- Alain Chabat dans Prête-moi ta main
- Gérard Depardieu dans Quand j'étais chanteur
- Jean Dujardin dans OSS 117 : Le Caire, nid d'espions

### Meilleure actrice
- Marina Hands dans Lady Chatterley
- Cécile de France dans Fauteuils d'orchestre
- Cécile de France dans Quand j'étais chanteur
- Catherine Frot dans La Tourneuse de pages
- Charlotte Gainsbourg dans Prête-moi ta main

### Meilleur acteur dans un second rôle
- Kad Merad dans Je vais bien, ne t'en fais pas
- Guy Marchand dans Dans Paris
- Dany Boon dans La Doublure
- André Dussollier dans Ne le dis à personne
- François Cluzet dans Quatre étoiles

### Meilleure actrice dans un second rôle
- Valérie Lemercier dans Fauteuils d'orchestre
- Dani dans Fauteuils d'orchestre
- Bernadette Lafont dans Prête-moi ta main
- Mylène Demongeot dans La Californie
- Christine Citti dans Quand j'étais chanteur

### Meilleur espoir masculin
- Malik Zidi dans Les Amitiés maléfiques
- Georges Babluani dans 13 tzameti
- Vincent Rottiers dans Le Passager
- Arié Elmaleh dans L'École pour tous
- James Thierrée dans Désaccord parfait
- Rasha Bukvic dans La Californie

### Meilleur espoir féminin
- Mélanie Laurent dans Je vais bien, ne t'en fais pas
- Déborah François dans La Tourneuse de pages
- Marina Hands dans Lady Chatterley
- Aïssa Maïga dans Bamako
- Maïwenn dans Pardonnez-moi

### Meilleur premier film
- Je vous trouve très beau d'Isabelle Mergault
- 13 tzameti de Gela Babluani
- Les Fragments d'Antonin de Gabriel Le Bomin
- Pardonnez-moi de Maïwenn
- Mauvaise Foi de Roschdy Zem

### Meilleur film étranger
- Little Miss Sunshine de Valerie Faris et Jonathan Dayton •  États-Unis
- Volver de Pedro Almodóvar •  Espagne
- Le Secret de Brokeback Mountain d'Ang Lee •  États-Unis
- Babel d'Alejandro González Iñárritu •  États-Unis /  Mexique
- The Queen de Stephen Frears •  Royaume-Uni

### Meilleur scénario original
- Olivier Lorelle et Rachid Bouchareb pour Indigènes
- Xavier Giannoli pour Quand j'étais chanteur
- Isabelle Mergault pour Je vous trouve très beau
- Danièle Thompson et Christopher Thompson pour Fauteuils d'orchestre
- Laurent Tuel et Christophe Turpin pour Jean-Philippe

### Meilleure adaptation
- Pascale Ferran, Roger Bohbot et Pierre Trividic pour Lady Chatterley
- Guillaume Canet et Philippe Lefèbvre pour Ne le dis à personne
- Jean-François Halin et Michel Hazanavicius pour OSS 117 : Le Caire, nid d'espions
- Philippe Lioret et Olivier Adam pour Je vais bien, ne t'en fais pas
- Jean-Michel Ribes pour Cœurs

### Meilleure musique écrite pour un film
- Matthieu Chedid pour Ne le dis à personne
- Armand Amar pour Indigènes
- Jérôme Lemonnier pour La Tourneuse de pages
- Mark Snow pour Cœurs
- Gabriel Yared pour Azur et Asmar

### Meilleur court-métrage
- Fais de beaux rêves de Marilyne Canto
- Bonbon au poivre de Marc Fitoussi
- La Leçon de guitare de Martin Rit
- Le Mammouth Pobalski de Jacques Mitsch
- Les Volets de Lyèce Boukhitine

### Meilleure photographie
- Julien Hirsch pour Lady Chatterley
- Patrick Blossier pour Indigènes
- Éric Gautier pour Cœurs
- Christophe Offenstein pour Ne le dis à personne
- Guillaume Schiffman pour OSS 117 : Le Caire, nid d'espions

### Meilleur décor
- Maamar Ech-Cheikh pour OSS 117 : Le Caire, nid d'espions
- Dominique Douret pour Indigènes
- Jean-Luc Raoul pour Les Brigades du Tigre
- François-Renaud Labarthe pour Lady Chatterley
- Jacques Saulnier pour Cœurs

### Meilleur son
- François Musy et Gabriel Hafner pour Quand j'étais chanteur
- Jean-Marie Blondel, Thomas Desjonquères et Gérard Lamps pour Cœurs
- Jean-Jacques Ferran, Nicolas Moreau et Jean-Pierre Laforce pour Lady Chatterley
- Pierre Gamet, Jean Goudier et Gérard Lamps pour Ne le dis à personne
- Olivier Hespel, Olivier Walczak, Franck Rubio et Thomas Gauder pour Indigènes

### Meilleur montage
- Hervé de Luze pour Ne le dis à personne
- Martine Giordano pour Quand j'étais chanteur
- Yannick Kergoat pour Indigènes
- Sylvie Landra pour Fauteuils d'orchestre
- Hervé de Luze pour Cœurs

### Meilleurs costumes
- Marie-Claude Altot pour Lady Chatterley
- Jackie Budin pour Cœurs
- Charlotte David pour OSS 117 : Le Caire, nid d'espions
- Pierre-Jean Larroque pour Les Brigades du Tigre
- Michèle Richer pour Indigènes

### Meilleur film documentaire
- Dans la peau de Jacques Chirac de Karl Zéro et Michel Royer
- La Fille du juge de William Karel
- Ici Najac, à vous la terre de Jean-Henri Meunier
- Là-Bas de Chantal Akerman
- Zidane, un portrait du XXIe siècle de Philippe Parreno et Douglas Gordon

### César d'honneur
- Jude Law
- Marlène Jobert

## Films à nominations multiples
- 9 nominations
  - Lady Chatterley, 5 gagnés
  - Ne le dis à personne, 4 gagnés
  - Indigènes, 1 gagné
- 8 nominations
  - Cœurs, 0 gagné
- 7 nominations
  - Quand j'étais chanteur, 1 gagné
- 5 nominations
  - Je vais bien, ne t'en fais pas, 2 gagnés
  - OSS 117 : Le Caire, nid d'espions, 1 gagné
  - Fauteuils d'orchestre (dans 4 catégories), 1 gagné
- 3 nominations
  - Je vous trouve très beau, 1 gagné
  - Prête-moi ta main, 0 gagné
  - La Tourneuse de pages, 0 gagné
- 2 nominations
  - La Californie, 0 gagné
  - 13 tzameti, 0 gagné
  - Pardonnez-moi, 0 gagné
  - Les Brigades du Tigre, 0 gagné